# Gary K. Wolfe

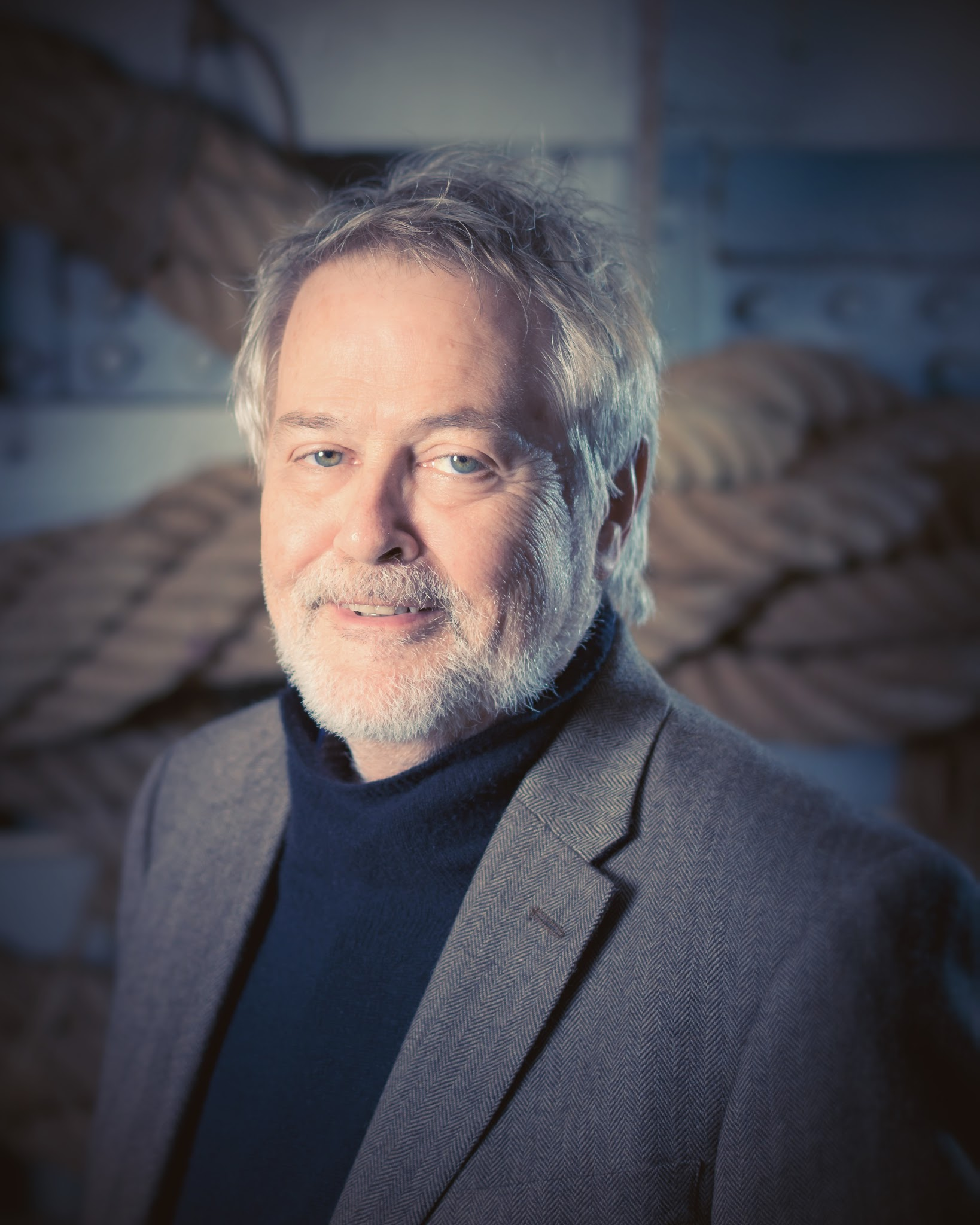
Gary K. Wolfe

Gary Kent Wolfe (* 1946) ist ein US-amerikanischer Biograf von Science-Fiction-Autoren. Er verfasste Werke zu Altmeistern der Science Fiction wie etwa Isaac Asimov und David Lindsay. Darüber hinaus schreibt er Kritiken und Artikel, meist ebenfalls zum Thema der phantastischen Literatur und deren Autoren. Wolfe, der mit Ellen R. Weil verheiratet ist, veröffentlichte 1982 die Anthologie Science Fiction Dialogues und bekam 2007 den World Fantasy Award für seine Kritiken in der Zeitschrift Locus. Seine Sammlung von Besprechungen Soundings erhielt 2005 einen British Science Fiction Award als bestes Non-fiction-werk des Jahres.

## Bibliografie

### Als Herausgeber
- American Science Fiction: Four Classic Novels 1953-1956, The Library of America 2012, ISBN 978-1-59853-158-9
- American Science Fiction: Five Classic Novels 1956-1958, The Library of America 2012, ISBN 978-1-59853-159-6
- American Science Fiction: Four Classic Novels 1960-1966, The Library of America 2019, ISBN 978-1-59853-501-3
- American Science Fiction: Four Classic Novels 1968-1969, The Library of America 2019, ISBN 978-1-59853-502-0

### Sachliteratur
- The Known and the Unknown: The Iconography of Science Fiction, Kent State University Press 1979, ISBN 0-87338-231-5
- David Lindsay, Starmont House 1982, ISBN 0-916732-29-0
- Science Fiction Dialogues, Academy Chicago 1982, ISBN 0-89733-067-6
- Critical Terms for Science Fiction and Fantasy, Greenwood Press 1986, ISBN 0-313-22981-3
- Harlan Ellison: The Edge of Forever, Ohio State University Press 2002, ISBN 0-8142-5089-0 (mit Ellen Weil)
- Soundings: Reviews 1992-1996, Beccon Publications 2005, ISBN 1-870824-50-4
- Evaporating Genres: Essays on Fantastic Literature, Wesleyan University Press 2010, ISBN 978-0-8195-6937-0
- Bearings: Reviews 1997-2001, Beccon Publications 2010, ISBN 978-1-870824-58-3
- Sightings: Reviews 2002-2006, Beccon Publications 2011, ISBN 978-1-870824-61-3
- James Cameron's Story of Science Fiction, Insight Editions 2018, ISBN 978-1-68383-497-7 (mit Randall Frakes, Brooks Peck, Sidney Perkowitz, Matt Singer, und Lisa Yaszek)

### Artikel und Essays (Auszug)
- Harlan Ellison: An Introduction (mit Ellen Weil, 1990)
- The Dawn Patrol: Sex and Technology in Farmer and Ballard (1990)
- The Bear and the Wolf: Gregory Benford's "Against Infinity" (1991)
- 1994: The Year in Review (1995)
- 1996 ABA Draws 38,000 (1996)
- 1995: The Year in Review (1996)